# Wayne Thomas
Wayne Junior Robert Thomas, nació el 17 de mayo de 1979 en Gloucester, Inglaterra, es futbolista inglés juega para Doncaster Rovers de la Football League Championship de Inglaterra. Su posición es defensor.

## Clubes
| Club             | País       | Año       |
| ---------------- | ---------- | --------- |
| Torquay United   | Inglaterra | 1995-2000 |
| Stoke City       | Inglaterra | 2000-2005 |
| Burnley FC       | Inglaterra | 2005-2007 |
| Southampton FC   | Inglaterra | 2007-2010 |
| Doncaster Rovers | Inglaterra | 2010-     |